# Hans Sotin
Hans Sotin (* 10. September 1939 in Dortmund) ist ein deutscher Opernsänger (Bass), der sich auf der Bühne vor allem als Wagner-Sänger einen Namen gemacht hat (Gurnemanz, König Marke, König Heinrich, Hunding, Landgraf, Wotan, Wanderer) und häufig in Bayreuth (1972–1999) sang, doch auch als Sarastro wie auch als „Baron Ochs von Lerchenau“ international gefragt war.

## Leben
Sotin studierte am Konservatorium Dortmund und debütierte 1962 in Grillo-Theater in Essen als Polizeikommissär in Richard Strauss’ Der Rosenkavalier. 1963 erhielt er den Förderpreis des Landes Nordrhein-Westfalen für Musik. Ab 1964 sang er mehrere Jahre an der Hamburgischen Staatsoper, wo er zum Kammersänger ernannt wurde. In Gastspielen sang er an der Wiener Staatsoper (Debüt mit Baron Ochs von Lerchenau, gefolgt von König Marke (1973 Neueinstudierung unter Carlos Kleiber mit Catarina Ligendza, Hans Hopf, Gustav Neidlinger, Ruza Baldani)), dann in Bayreuth (1972–1999) und schließlich in aller Welt (MET, Chicago, Los Angeles, Berlin, Paris, Royal Opera House, Hamburgische Staatsoper, Bayerische Staatsoper München, Scala Milano, u. a). Sotin ist auch ein ausgezeichneter Bach-Interpret.
Es gab Zusammenarbeiten mit allen bedeutenden Dirigenten der internationalen Musikszene (u. a. Rattle, Barenboim, Böhm, Bernstein, Giulini, Janowski, Mehta, Karajan, Klemperer, Schmidt-Isserstedt, I. Fischer, A. Fischer, U. Mund, Tennstedt, Dennis Russell Davies, Salonen, Stein, Sawallisch, Frühbeck de Burgos, Carlos Kleiber, Leinsdorf, Levine, Celibidache, Suitner, Sanderling, Leitner, Eve Queler, C. Paita, A. Dorati u. a.).
Zu seinen herausragenden Partien gehören Gurnemanz (alleine 23 Spielzeiten nur in Bayreuth, Hamburg, Berlin, MET, Chicago, München, Mannheim, Stuttgart), Wotan / Wanderer (Ring; Bayreuth, Berlin, Hamburg, München, Paris, Wien, Met, San Francisco, Geneve u. a.), Baron Ochs auf Lerchenau (Hamburg, München, Paris, Berlin, La Scala di Milano, Chicago u. a.), Daland (Fliegender Holländer; Bayreuth, Berlin, München, Chicago), Sarastro (Zauberflöte), Hans Sachs (Hamburg, München, Mannheim, Köln, Berlin, Dresden u. a.), Pogner (Meistersinger von Nürnberg; Bayreuth, MET u. a.), Landgraf Hermann (Tannhäuser; Bayreuth, Berlin, Wien), Eremit (Freischütz; Hamburgische Staatsoper (inkl. Gastspiel in New York), Wiener Staatsoper, Paris u. a.).
Auch bei dem traditionsreichen Wagner-Festival von Wels trat Hans Sotin in fast allen seinen großen Partien auf.
Des Weiteren sang Hans Sotin Partien wie: Colline (La boheme), Hunding (Die Walküre), Großinquisitor (Don Carlos, u. a. mit N. Ghiaurov (u. a. Chicago), C. Siepi (Hamburg)), 1. Nazarener (Salome), Orest (Elektra), Don Pizarro, Rocco und Minister (Fidelio), Eremit und Kaspar (nur einmal in NY unter Eve Queler 1991) und viele weitere.
In der Reihe „Cult-Operas of the 70´s“ der Hamburgischen Staatsoper (bei Arthaus erschienen) ist er in fast allen Aufnahmen auf DVD vertreten.
1970 wurde Hans Sotin zu einem Festkonzert der UNO zum 25-jährigen Bestehen der Weltgemeinschaft eingeladen. Gespielt wurde die 9. Sinfonie von L.v. Beethoven unter der Leitung von Zubin Mehta (mit den Kollegen Arroyo (Sopran), Arkhipova (Alt) und Brillioth (Tenor)).
Sein Bühnenabschied wurde im Rahmen eines Galaabends am 1. Juni 2012 im Rahmen des Richard Wagner Festivals Wels unter Beteiligung zahlreicher Freunde und Weggefährten gefeiert. Manfred Jung hielt die Laudatio, Verena Lafferentz-Wagner, Anja Silja, Heinz Zednik und Gwyneth Jones sandten Grußbotschaften.
Hans Sotin widmet sich künftig der Ausbildung junger Sänger.

## Diskografie (Auswahl)
- Mit Otto Klemperer: Walküre 1. Akt (Hunding)
- Mit Otto Klemperer: Cosi fan tutte (Don Alfonso)
- Mit Leonard Bernstein: Fidelio (Don Pizarro), Tristan und Isolde (König Marke), Paukenmesse (J. Haydn)
- Mit James Levine: Parsifal (Gurnemanz), Bayreuther Festspiele
- Mit Georg Solti: Fidelio (Rocco), 9. Sinfonie und Missa Solemnis v. L.v. Beethoven, Tannhäuser (Landgraf), Lohengrin (König Heinrich),
- Mit Ferdinand Leitner: Doktor Faust (als Gravis), Barbier von Bagdad (Abu Hassan)
- Mit Charles Mackerras: Zar und Zimmermann (van Bett); DVD
- Mit Colin Davis: Tannhäuser (Landgraf); Bayreuther Festspiele 1978 DVD
- Mit Bernhard Klee: Der Wildschütz (Lortzing; als Baculus)
- Mit Rafael Kubelik 9. Sinfonie (L.v. Beethoven)
- Mit Erich Leinsdorf: Aida (G. Verdi, Il Re)
- Mit Karl Böhm: Salome (1. Nazarener), Elektra (Orest) Mozart-Requiem, ORF-Mitschnitt
- Mit István Kertész: Rossini Stabat Mater (mit u. a. Luciano Pavarotti)
- mit Giuseppe Sinopoli: Der Fliegende Holländer (Daland), 8. Sinfonie Mahler
- mit Carlos Païta: Verdi-Requiem (u. a. Heather Harper, Josephine Veasey)
- Mit Klaus Tennstedt und Giuseppe Sinopoli: 8. Sinfonie Mahler (Sinfonie der Tausend)
- Mit Neville Marriner Mozart c-moll Messe
- Mit Kurt Sanderling Brahms-Requiem, WDR-Mitschnitt
- Mit Hans Schmidt-Isserstedt 9. Sinfonie (L.v. Beethoven)

## Fernsehaufzeichnungen
- Fidelio, mit Gundula Janowitz, Lucia Popp, René Kollo, Manfred Jungwirth, Hans Sotin, Adolf Dallapozza, Regie: Otto Schenk, Dirigent: Leonard Bernstein, Wiener Philharmoniker